# Lethrinus harak
Lethrinus harak és una espècie de peix pertanyent a la família dels letrínids.

## Descripció
- Pot arribar a fer 50 cm de llargària màxima (normalment, en fa 30).
- Boca lleugerament protràctil.
- 10 espines i 9 radis tous a l'aleta dorsal i 3 espines i 8 radis tous a l'anal.
- Llavis gruixuts i molsuts.
- És de color verd oliva al dors, més pàl·lid al ventre.
- Les aletes pectorals, pèlviques, dorsal i anal són entre blanques i rosades. L'aleta caudal és ataronjada o vermellosa.[5]

## Alimentació
Menja poliquets, crustacis, mol·luscs, equinoderms i peixets.

## Hàbitat
És un peix marí i d'aigua salabrosa, associat als esculls i de clima tropical (32°N-22°S) que viu fins als 20 m de fondària.

## Distribució geogràfica
Es troba des del mar Roig i l'Àfrica oriental fins a Samoa, el sud del Japó i el nord-est d'Austràlia.

## Longevitat
La seua esperança de vida és de 15 anys.

## Observacions
És inofensiu per als humans i es comercialitza fresc, tot i que la seua carn es fa malbé ràpidament.